# Szkoła Żydowsko-Arabska Galil
Szkoła Żydowsko-Arabska Galil (hebr. ‏בית ספר גליל – דו לשוני‎; arab. ‏مدرسة الجليل - ثنائية اللغة‎; ang. The Galil Jewish–Arab School) – szkoła podstawowa położona w kibucu Eszbal w Samorządzie Regionu Misgaw na północy Izraela. Szkoła powstała w 1998 roku jako wspólna żydowsko-arabska instytucja edukacyjna.

## Historia
Szkoła żydowsko-arabska Galil została założona w 1998 roku z inicjatywy Centrum Edukacji Żydowsko-Arabskiej w Izraelu (hebr. המרכז לחינוך יהודי ערבי בישראל; arab.مركز التربية اليهودي العربي في إسرائيل; ang. Center for Jewish Arab Education in Israel), które prowadzi w Izraelu także inne szkoły dwujęzyczne. Jest to normalna szkoła podstawowa, posiadająca wszystkie niezbędne zezwolenia Ministerstwa Edukacji. W 2007 roku w szkole uczyło się 200 żydowskich i arabskich uczniów, będących wyznawcami judaizmu, islamu i chrześcijaństwa. Nauka odbywa się w języku arabskim i hebrajskim.

## Działalność szkoły
Celem działalności szkoły jest pokojowe współistnienie różnych grup etnicznych i religijnych w społeczeństwie izraelskim. Dyrekcja szkoły stara się utrzymywać równą liczbę uczniów żydowskich i arabskich. Każda klasa posiada dwóch nauczycieli – jednego Araba i jednego Żyda. Szkoła ma także dwóch dyrektorów - Araba i Żyda. Dzięki temu jest zapewnione równe traktowanie każdej grupy etnicznej i wyznaniowej. Edukacja dwujęzyczna ma na celu zbudowanie płaszczyzny zrozumienia i współżycia arabskich i żydowskich mieszkańców Izraela, którzy obecnie często żyją oddzielnie. Prowadzący zajęcia nauczyciele nie tłumaczą zajęć na drugi język, zachęcając uczniów do pogłębiania rozumienia drugiego języka – arabskiego lub hebrajskiego. Szkoła promuje zasady demokracji i równości społecznej.

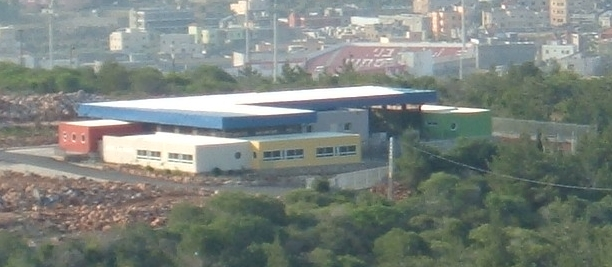
Panorama szkoły